# Tor Aulin
Pour les articles homonymes, voir Aulin.
Tor Aulin est un violoniste, chef d'orchestre et compositeur suédois, né le 10 septembre 1866 à Stockholm et mort le 1er mars 1914 à Saltsjöbaden.

## Biographie
Tor Aulin étudie la musique à l'École royale supérieure de musique de Stockholm (1877-1883), puis au Conservatoire de Berlin (1884-1886) avec le violoniste français Émile Sauret et Philipp Scharwenka (à ne pas confondre avec les pianistes Emil von Sauer et Xaver Scharwenka). Entre 1889 et 1892, Aulin est premier violon de l'Opéra royal de Stockholm. Au cours de sa carrière, il dirige les principaux orchestres symphoniques de Stockholm et Göteborg. En 1887, il forme le Quatuor Aulin, qui gagne en réputation jusqu'à sa dissolution en 1912.

## Hommages
- Paul Juon lui dédie ses Épisodes concertants, concerto pour violon, violoncelle et piano, op. 45.

## Œuvres principales
Aulin a composé un bon nombre d'œuvres orchestrales et de musique de chambre, incluant une sonate pour violon, trois concertos pour violon, une suite orchestrale et plusieurs pièces pour violon.
- Pièce de Concert pour violon & orchestre, opus 7 (Concerto pour violon no 1)
- Concerto pour violon & orchestre no 2 , opus 11 (existe en deux versions[1])
- Sonate pour violon et piano, opus 12
- Concerto pour violon & orchestre no 3, opus 14
- 4 Aquarelles pour violon et piano, opus 15
- 4 Pièces pour violon et piano, opus 16
- 4 Pièces pour violon et piano, opus 17
- Danse estivale pour violon et piano, opus 18
- Trois Chansons, opus 19
- Poème Lyrique pour violon et piano, opus 21
- Danse suédoise pour violon et piano, opus 30
- 4 Danses suédoises, opus 32

## Discographie
- Concertos pour violon romantique suédois : Concerto pour violon et orchestre no 3 op. 14 (+ Berwald : Concerto pour violon, op. 2 et Stenhammar : Deux Romances sentimentales, op. 28) ; Tobias Ringborg (violon) & Swedish Chamber Orchestra, direction : Niklas Willén - CD Naxos no 8.554287 - 1999
- Concertos pour violon et orchestre 1-3 : Ulf Wallin (violon) & Helsingborg Symphony Orchestra, direction : Andrew Manze - CD CPO no 777 826-2 - 2018